# 光明街道 (通化市)
光明街道，是中华人民共和国吉林省通化市东昌区下辖的一个乡镇级行政单位。

## 行政区划
光明街道下辖以下地区：
前进社区、幸福社区、西关社区、朝阳社区、光复社区、新开社区、红星社区和西昌社区。